# Kozinec cizrnovitý

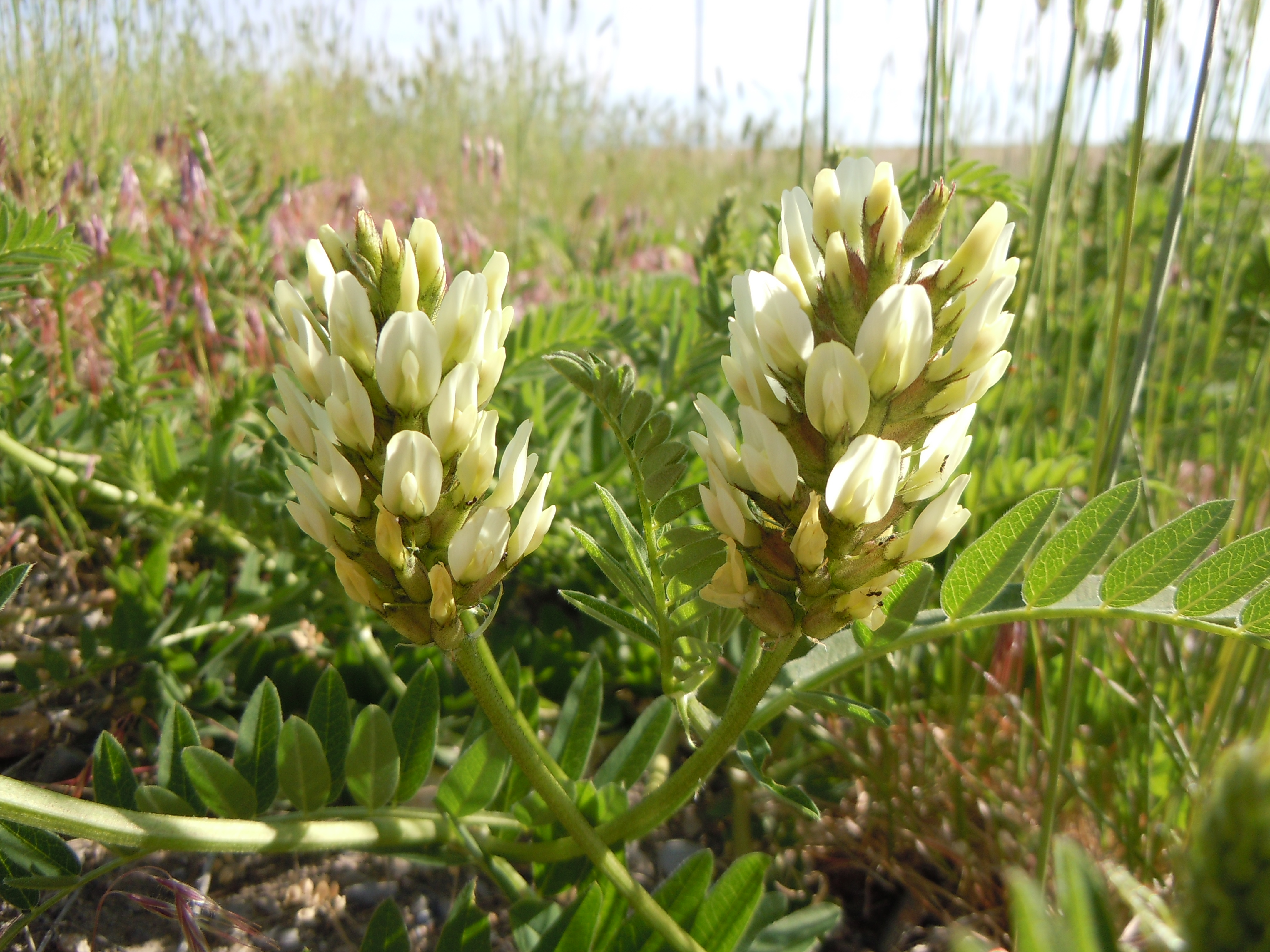
Květenství

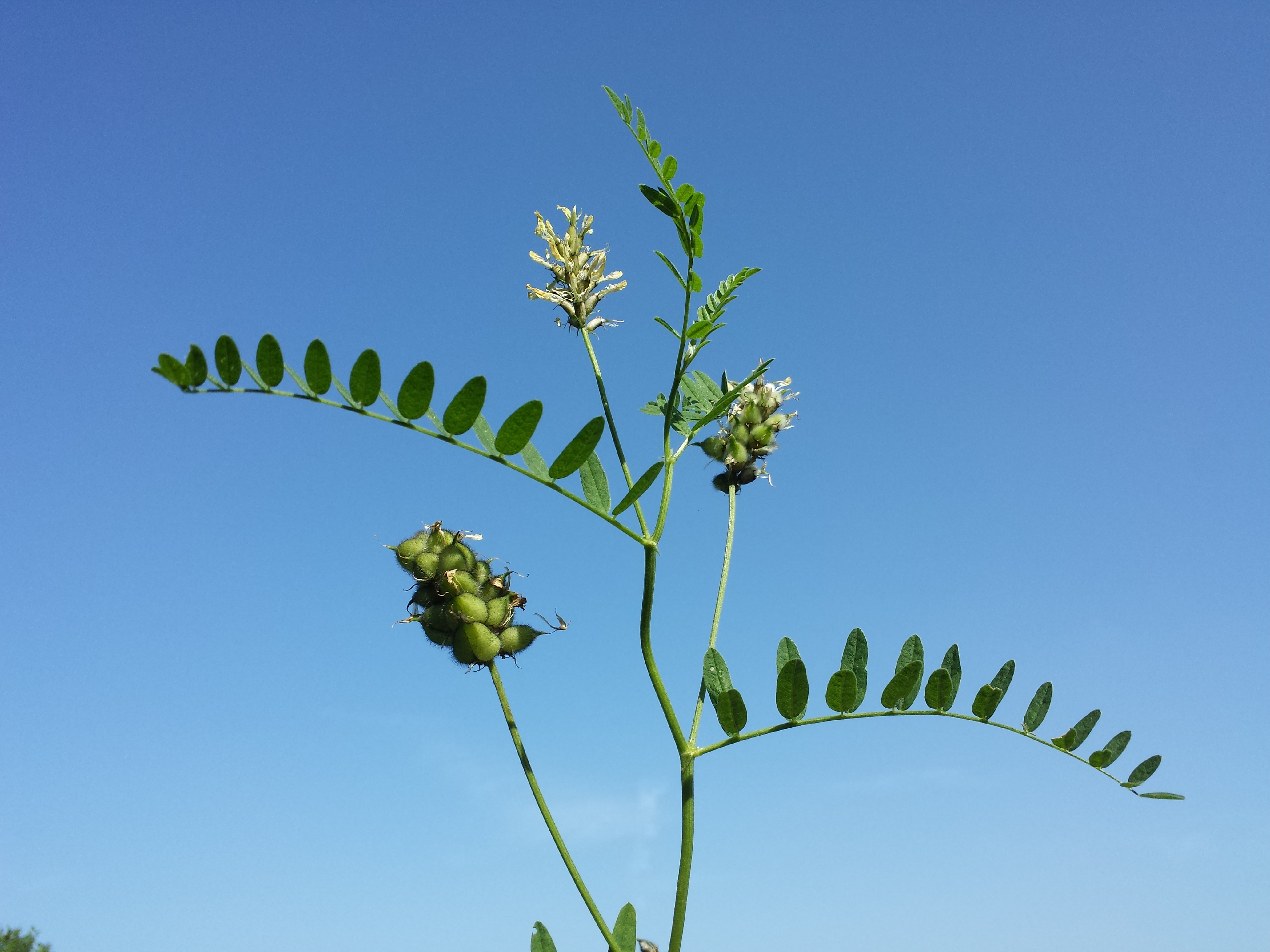
Kozinec s květy i lusky

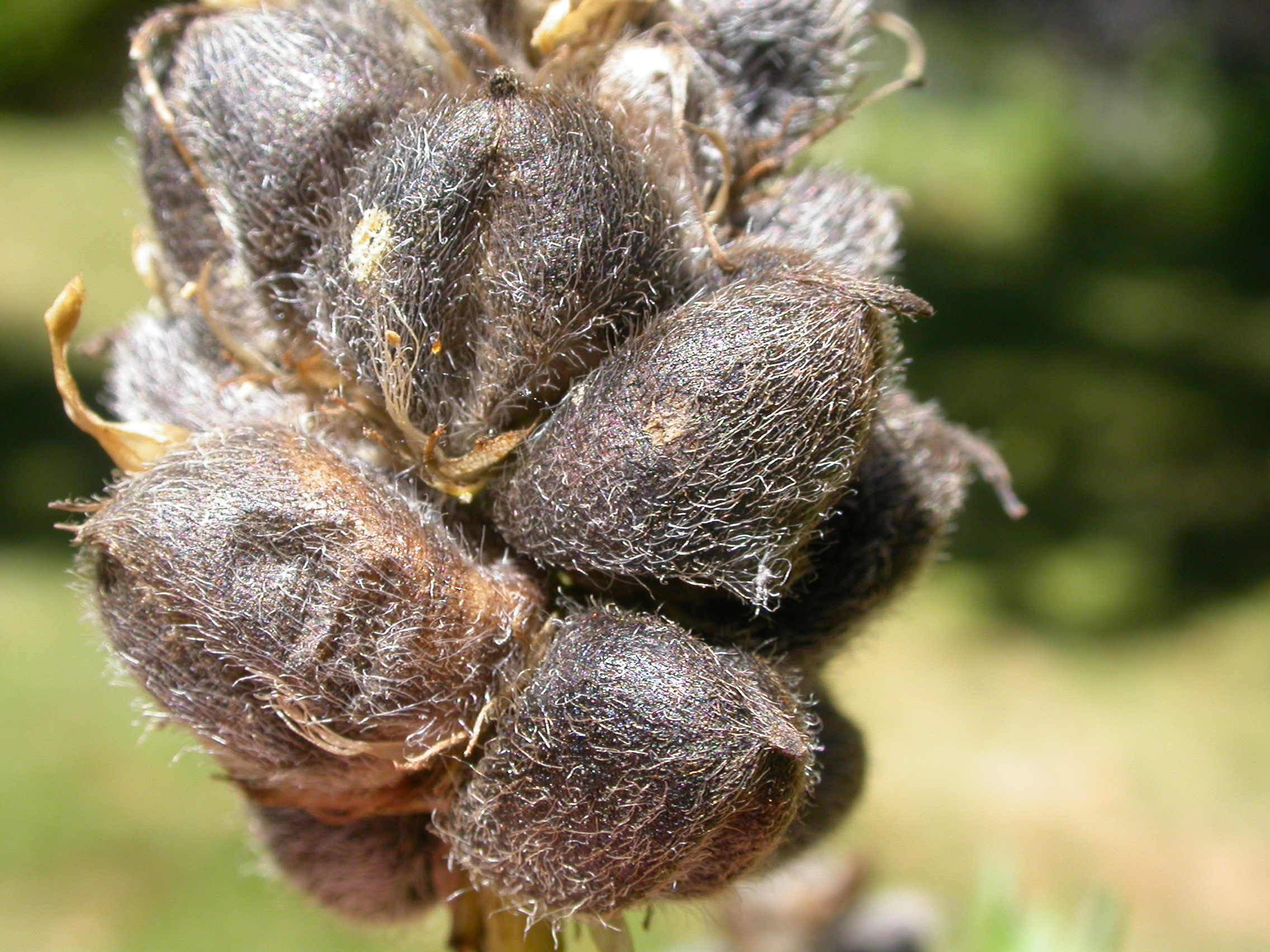
Zralé lusky

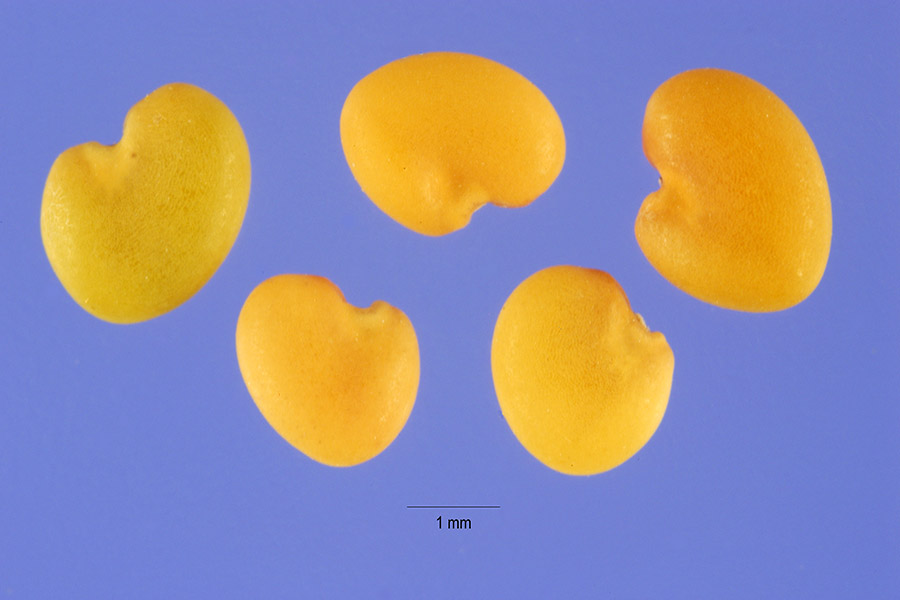
Vyluštěná semena

Kozinec cizrnovitý (Astragalus cicer) je vytrvalá polykarpická, až 80 cm vysoká, často poléhavá bylina, vykvétající počátkem léta světle žlutými motýlovitými květy v hroznovitých květenstvích. Vyskytuje se téměř po celém území České republiky a je zde považována za původní druh. Jedná se o mohutně rozvětvenou rostlinu odolnou proti suchu a vymrzání, která bývá občas pěstována jako krmivo pro dobytek. Druhové jméno dostala podle podobnosti s cizrnou (cicer), luštěninou, která se pěstuje ve Středomoří.

## Rozšíření
Rostlina je rozšířená téměř po celé Evropě, včetně evropské části Ruska. Nevyskytuje se pouze na západě Pyrenejského poloostrova, Britských ostrovech a ve Skandinávii. Mimo Evropu je dále původním druhem v Malé Asii, na Kavkaze i Sibiři. Druhotně se tato bylina dostala s prvními evropskými osadníky do Spojených státu amerických a Kanady.
V Česku roste ve všech částech českého i moravského termofytika, především ve středních a severních Čechách a na jihovýchodě Moravy. Téměř neroste v jižních Čechách, na Českomoravské vrchovině a na severní polovině Moravy. Těžištěm roztroušeného výskytu jsou teplejší místa převážně v planárním a kolinním stupni. V posledních létech je zaznamenáno jeho rozšiřování do nových, v minulosti neobsazených oblastí, pravděpodobně se tak děje následkem lidského přičinění.

## Ekologie
Hemikryptofyt sušších a výhřevných stanovišť, obvykle vyrůstá na loukách, úhorech, mezích, na pastvinách, podél polí, vinic a po světlých okrajích lesů. Vyskytuje se často na písčitých až jílovitých půdách alkalického charakteru. Přestože je bylinou považovanou za vhodnou na sušší stanoviště, daří se ji poměrně dobře i na vlhčích místech, kde narůstá do větších rozměrů. Šíří se také na lidmi ovlivňovaná místa, vyrůstá na okrajích polních cest i podél silničních a železničních náspů. Vystupuje nejvýše do nadmořské výšky 600 m n. m., výše byl zjištěn jen ojediněle. Kvete od června do srpna a semena bývají zralá na konci podzimu. Dokáže v symbióze s půdními bakteriemi vázat vzdušný dusík, proto dobře roste i na neúrodných půdách. Druh má počet chromozomů 2n = 64 a stupeň ploidie x =  8.

## Popis
Vytrvalá rostlina s několika poléhavými, v kruhu rozloženými a na koncích vystoupavými lodyhami, které vyrůstají z dřevnaté kořenové hlavy. Má kůlovitý kořen s bujně rostoucími plazivými větvenými oddenky. Lodyhy jsou dlouhé 60 až 80 cm, od báze větvené, zprohýbané, rýhované, hranaté a jemně chlupaté.
Listy vyrůstají střídavě, jsou lichozpeřené, dlouhé 15 až 20 cm a bývají tvořené deseti až dvaceti páry lístků s 2mm řapíčky. Lístky jsou elipsovité, úzce vejčité či podlouhle kopinaté, bývají dlouhé 15 až 20 mm a široké 5 až 8 mm, na bázi jsou okrouhlé, na vrcholu tupé nebo krátce vykrojené, oboustranně mají sytě zelenou barvu a porůstají jednoduchými, měkkými chlupy. Palisty mají dlouhé asi 2 mm, spodní z nich bývají podlouhlé a volné, horní jsou trojúhelníkovitého tvaru a navzájem srostlé.
Květy jsou světle žluté, téměř přisedlé, odstávají mírně šikmo a jsou sestavené do bohatého hroznovitého květenství na 3 až 9 cm dlouhé stopce, která vyrůstá z paždí listu. Květenství bývá vejčitého tvaru a po odkvětu se prodlužuje, mívá průměrně deset až dvacet květů, ojediněle až čtyřicet. Listeny květů jsou asi 1 cm dlouhé, kopinaté, kožovité a brvité. Oboupohlavný pětičetný květ má asi 10 mm dlouhý trubkovitý, srostlolupenný kalich se šídlovitými zuby kratšími než hustě chlupatá korunní trubka. Pyskatá koruna o délce 13 až 18 mm je světle žlutá až nazelenalá, korunní lístky mají dlouhé nehty, úzká vyklenutá pavéza je na vrcholu vykrojená, drobná křídla jsou téměř špičatá a kratší než pavéza, tupý člunek je kratší než křídla. Květy jsou cizosprašné a bývají opylované hmyzem, kterému poskytují hodně nektaru.
Plod je dvoupouzdrý nafouklý lusk vejčitého až široce eliptického tvaru, hnědé či šedočerné barvy, který bývá dlouhý od 11 do 14 mm a široký 6 až 10 mm. Lusk je pukavý, chlupatý a obsahuje čtyři až deset ledvinovitých až srdčitých semen oddělených přepážkami. Semena bývají dlouhá 2,5 mm, široká 1,8 mm a tlustá 1,2 mm, mívají světle hnědou či žlutě zelenou barvu a jsou slabě lesklá a hladká. Lusky se semeny přetrvávají na rostlině až do zimy. Semena při skladování v suchu neztrácejí schopnost vyklíčit ani po čtrnácti létech. Jeden kilogram obsahuje asi 250 tisíc semen.

## Význam
Kozinec cizrnovitý se využívá jako pícnina i rostlina vhodná ke zpevňování čerstvých náspů a svahů před erozí. Je řazená k víceletým jetelovinám vhodným do sušších podmínek. Založený porost je velmi konkurenceschopný, udrží se v růstu po více let a také dobře snáší intenzivní pastvu. Obsahuje hodnotné výživné látky a bývá pěstován v čisté kultuře nebo v jetelotravních směsích. Nehromadí toxické alkaloidy a je bezpečný i pro pasoucí se zvířata. Na jaře sice začíná růst o dva týdny později než vojtěška, avšak na podzim pokračuje v plném růstu asi o dva týdny déle. Jeho předností je i to, že listy u báze rostliny zůstávají zelené i přes zimu. Je v porovnání s vojtěškou odolnější vůči mrazu, škodlivému hmyzu i chorobám.
V zahraničí se pěstují odrůdy „Lutana“, „Monarch“ a „Oxley“, v Česku je od roku 2016 uznána domácí odrůda 'Astra', která se vysévá na jaře od března do května. Rostlina pravidelně poskytuje značné množství šťavnaté píci s vysokým obsahem bílkovin a nízkým obsahem hrubé vlákniny. Je významnou medonosnou rostlinou, poskytuje dostatek pylu i nektaru pro včely.